# 平坦射
平坦射（へいたんしゃ、英: flat morphism）とは、数学の代数幾何学におけるスキーム論の用語で、スキーム X からスキーム Y への射
f
であって茎に誘導される写像がすべて環の平坦写像になるもののことをいう。つまり、X のすべての点 P に対して
{\displaystyle f_{P}\colon {\mathcal {O}}_{Y,f(P)}\to {\mathcal {O}}_{X,P}}
が平坦写像になるもののことをいう。環の写像
{\displaystyle A\to B}
が平坦とは、準同型であってこれにより
B
が平坦 A 加群になることである。スキームの射が全射かつ平坦であるとき、忠実平坦という。
平坦射の感覚的な理解のうえでは次の2つが基本的である。
- 平坦性は生成的性質（英語版）である（このことを以下では一般平坦性（英語版）と呼ぶ）。つまり、（ある有限性の条件の下で）スキームの射はほとんどの点で平坦であり、平坦性が崩れるのは例外的な部分集合においてである。このことは可換環論における一般自由性の帰結である。

- 平坦射ではファイバーの等次元性が成り立つ。また、ある仮定のもとではファイバーが等次元であれば平坦である（#奇跡的平坦性）。このことから、平坦性とはすなわちファイバーが等次元であることと思える。この点に特に着目し、ファイバーに等次元性の条件を課したいときに平坦性を仮定することがある。また、平坦射は等次元のファイバーの族であることを強調したいとき、平坦射を平坦族ということも多い。例えば、双有理幾何学での代数曲面のブローダウンという操作では、ある特定の1点でのファイバー（英語版）の次元は1であるが、他の点での次元はすべて0なので、平坦ではない。

平坦射は色々な種類の平坦トポスや平坦コホモロジーの定義に使われる。これらは深い理論で、扱いやすいものではない。平坦射はエタール射の定義、ひいてはエタール・コホモロジーの定義にも使われる。エタール射とは、平坦かつ有限型かつ不分岐な射のことであった。

## 例
アフィンスキームの射
{\displaystyle \operatorname {Spec} \left({\frac {\mathbb {C} [x,y,t]}{x^{2}+y^{2}-t}}\right)\to \operatorname {Spec} (\mathbb {C} [t])}
を考える。これは環の準同型
{\displaystyle {\begin{cases}\mathbb {C} [t]\to {\frac {\mathbb {C} [x,y,t]}{x^{2}+y^{2}-t}}\\t\mapsto t\\\end{cases}}}
から誘導されているものとする。これが平坦であることを示すには
{\displaystyle \operatorname {Tor} _{1}^{\mathbb {C} [t]}\left({\frac {\mathbb {C} [x,y,t]}{x^{2}+y^{2}-t}},\mathbb {C} \right)}
を計算すればよい。{\displaystyle \mathbb {C} } を
{\displaystyle {\begin{array}{lcccc}0&\to &\mathbb {C} [t]&{\xrightarrow {\cdot t}}&\mathbb {C} [t]&\to &0\\\downarrow &&\downarrow &&\downarrow &&\downarrow \\0&\to &0&\to &\mathbb {C} &\to &0\\\end{array}}}
と分解して、先のスキームに対応する加群をテンソルして、{\displaystyle \mathbb {C} [t]}
加群の系列
{\displaystyle 0\to {\frac {\mathbb {C} [x,y,t]}{x^{2}+y^{2}-t}}{\xrightarrow {\cdot t}}{\frac {\mathbb {C} [x,y,t]}{x^{2}+y^{2}-t}}\to 0}
を得る。t は零因子ではないのでこの核は自明である。したがってホモロジー群は消える。

### 奇跡的平坦性
平坦射の例は奇跡的平坦性からも得られる。奇跡的平坦性とは、コーエン・マコーレー・スキームから正則スキームへの射
{\displaystyle f\colon X\to Y}
は、ファイバーが等次元であれば平坦であるという定理である。これから簡単に得られる平坦射の例としては、楕円ファイバー空間、滑らかな射、各滑層上で奇跡的平坦性が成り立つ
滑層代数多様体への射などがある。

### ヒルベルトスキーム
普遍性を持つスキームの平坦射の例はヒルベルトスキームである。ヒルベルトスキームは平坦射の普遍族のパラメーター空間なので、すべての平坦射はあるヒルベルトスキームからの引き戻しである。つまり、
{\displaystyle f\colon X\to S}
を射影空間に閉部分スキームとして埋め込める平坦射とすると、
射 {\displaystyle S\to {\text{Hilb}}_{S}} が存在して X はこの射による普遍族の引き戻しになる。{\displaystyle f} は平坦なのでファイバー
{\displaystyle f_{s}\colon X_{s}\to s}
はすべて同じヒルベルト多項式
{\displaystyle \Phi }
を持つので、上記のヒルベルトスキームを
{\displaystyle {\text{Hilb}}_{S}^{\Phi }}
で置き換えてもよい。

### 平坦射ではない例

#### ブローアップ
平坦射ではない射の例としてはブローアップ
{\displaystyle \operatorname {Bl} _{I}X\to X}
がある。簡単な例として、{\displaystyle \mathbb {C} [x,y]}
の1点でのブローアップを考える。
その1点を原点とすると、射は
{\displaystyle \mathbb {C} [x,y]\to {\frac {\mathbb {C} [x,y,s,t]}{xt-ys}}}, {\displaystyle x\mapsto x,y\mapsto y}
で与えられる。点 {\displaystyle (a,b)\neq (0,0)} でのファイバーは
{\displaystyle \mathbb {C} }
のコピーである。つまり
{\displaystyle {\frac {\mathbb {C} [x,y,s,t]}{xt-ys}}\otimes _{\mathbb {C} [x,y]}{\frac {\mathbb {C} [x,y]}{(x-a,y-b)}}\cong \mathbb {C} }
ということであるが、これは
{\displaystyle M\otimes _{R}{\frac {R}{I}}\cong {\frac {M}{IM}}}
からしたがう。しかし原点 {\displaystyle a=b=0} に対しては同型
{\displaystyle {\frac {\mathbb {C} [x,y,s,t]}{xt-ys}}\otimes _{\mathbb {C} [x,y]}{\frac {\mathbb {C} [x,y]}{(x,y)}}\cong \mathbb {C} [s,t]}
が成り立つ。このことと奇跡的平坦性の補題により平坦ではないことが分かる。

#### 無限分解
平坦射ではない簡単な例は
{\displaystyle k[\varepsilon ]=k[x]/(x^{2})\to k}
である。このことを見るには
{\displaystyle k\otimes _{k[\varepsilon ]}^{\mathbf {L} }k}
が無限複体であることを見ればよい。k の平坦分解
{\displaystyle \cdots ~{\xrightarrow {{\overset {}{\cdot }}\varepsilon }}~k[\varepsilon ]~{\xrightarrow {\cdot \varepsilon }}~k[\varepsilon ]{\xrightarrow {\cdot \varepsilon }}k[\varepsilon ]\to k}
を取り、この分解に k をテンソルして
{\displaystyle k\otimes _{k[\varepsilon ]}^{\mathbf {L} }k\simeq \bigoplus _{i=0}^{\infty }k[+i]}
であることが分かる。したがって平坦ではない。

## 平坦射の性質
{\displaystyle f\colon X\to Y}
をスキームの射とする。射
{\displaystyle g\colon Y'\to Y}
に対して
{\displaystyle X'=X\times _{Y}Y'}、第2成分への射影を {\displaystyle f'\colon X'\to Y'}
と書くことにすると、射 f が平坦であることと、すべての g に対して引き戻し
{\displaystyle f'^{*}}
が準連接
{\displaystyle {\mathcal {O}}_{Y'}}
加群の圏から準連接
{\displaystyle {\mathcal {O}}_{X'}}
加群の圏への完全関手になることは同値である。
{\displaystyle f\colon X\to Y}
と
{\displaystyle g\colon Y\to Z}
をスキームの射とし、f は
X の点 x で平坦とする。
このとき、g が
{\displaystyle f(x)}
で平坦であることと、g f が
x で平坦であることは同値である。特に、f が忠実平坦なら、g が平坦または忠実平坦であることと
g f
がそれぞれ平坦または忠実平坦であることは同値である。

### 基本的な性質
- 平坦射の合成は平坦[10]。

- 平坦射のファイバー積は平坦、忠実平坦射のファイバー積は忠実平坦[11]。

- 平坦性と忠実平坦性は基底変換で保たれる。つまり、{\displaystyle g\colon Y'\to Y} に対して、f が平坦または忠実平坦ならファイバー積 {\displaystyle f\times g\colon X\times _{Y}Y'\to Y'} もそれぞれ平坦または忠実平坦である[12]。

- （局所的に有限表示の）射が平坦となる点の集合は開集合[13]。

- f が忠実平坦かつ有限表示とする。g f が有限型または有限表示であれば、g もそれぞれ有限型または有限表示である[14]。

{\displaystyle f\colon X\to Y}
をスキームの平坦射とする。
- F を Y 上の有限表示の準連接層（例えば連接層）とし、J を Y 上の F の零化イデアルとする。このとき、包含写像の引き戻し {\displaystyle f^{*}J\to {\mathcal {O}}_{X}} は単射で {\displaystyle f^{*}J} の {\displaystyle {\mathcal {O}}_{X}} における像は X 上の {\displaystyle f^{*}F} の零化イデアルである[15]。

- f が忠実平坦で G を準連接 {\displaystyle {\mathcal {O}}_{Y}} 加群とする。このとき、大域切断の引き戻し写像 {\displaystyle \Gamma (Y,G)\to \Gamma (X,f^{*}G)} は単射である[16]。

{\displaystyle h\colon S'\to S}
を平坦射とする。X と Y を
S スキーム、{\displaystyle X'} と
{\displaystyle Y'}
をこれらの
h
による基底変換とする。
- {\displaystyle f\colon X\to Y} が準コンパクトかつ支配的ならば、基底変換 {\displaystyle f'\colon X'\to Y'} も準コンパクトかつ支配的である[17]。

- h が忠実平坦なら、引き戻し写像 {\displaystyle \operatorname {Hom} _{S}(X,Y)\to \operatorname {Hom} _{S'}(X',Y')} は単射である[18]。

- {\displaystyle f\colon X\to Y} が準コンパクトかつ準分離的とする。Z を X の閉像とし、{\displaystyle j\colon Z\to Y} を標準的単射とする。このとき、基底変換で定義される閉部分スキーム {\displaystyle j'\colon Z'\to Y'} は{\displaystyle X'} の閉像である[19]。

### 位相的性質
{\displaystyle f\colon X\to Y} が平坦とすると、次がすべて成り立つ。
- X の任意の点 x と y = f (x) の任意の一般化 y′ に対して、x の一般化 x′ で y′ = f (x′) となるものが存在する[20]。

- X の任意の点 x に対して {\displaystyle f(\operatorname {Spec} {\mathcal {O}}_{X,x})=\operatorname {Spec} {\mathcal {O}}_{Y,f(x)}} が成り立つ[21]。

- Y の任意の既約閉部分集合 Y ′ に対して、f −1(Y ′) の任意の既約成分から Y ′ への射は支配的である[22]。

- Z と Z ′ を Y の2つの既約閉部分集合で Z は Z ′ に含まれているものとする。このとき、f −1(Z) の任意の既約成分 T に対して f −1(Z ′) の既約成分 T ′ で T を含むものが存在する[23]。

- X の任意の既約成分 T に対して f (T) の閉包は Y の既約成分である[24]。

- Y が既約で生成点 y の逆像 f −1(y) が既約であれば X も既約である[25]。

- f が閉であれば、X の任意の連結成分の像は Y の連結成分[26]。

- Y の任意の副構成可能[訳語疑問点]部分集合 Z に対して {\displaystyle f^{-1}({\bar {Z}})={\overline {f^{-1}(Z)}}} が成り立つ[27]。

f が平坦かつ局所的に有限表示であれば、f は普遍的開写像（絶対開ともいう）である。しかし、f が忠実平坦かつ準コンパクトであるとき、仮に
X と Y がともにネーターであったとしても、一般には f は開写像にならない。またこれの逆も成り立たない。f を被約スキーム
Xred から X への標準的な写像とするとき、f は普遍的同相写像となるが、X が被約ではなくネーターであれば f は決して平坦にはならない。
{\displaystyle f\colon X\to Y}
が忠実平坦であれば次が成り立つ。
- Y の位相は f についての商位相である[31]。

- f がさらに準コンパクトととし、Z を Y の部分集合とすると、Z が Y の局所的に閉な副構成可能部分集合であるための必要十分条件は f −1(Z) が X の局所的に閉な副構成可能部分集合であることである[32]。

f が平坦かつ局所的に有限表示とすると、次に挙げる各性質 P に対して
f
が P である点の集合は開集合である。
- セールの条件 Sk（固定した k に対して）

- 幾何学的に正則

- 幾何学的に正規

さらに f が固有射だったとすると、次に挙げる各性質についても同じことが成り立つ。
- 幾何学的に被約

- 幾何学的に被約かつ k 個の幾何学的連結成分を持つ（固定した k に対して）

- 幾何学的に整

### 平坦性と次元
{\displaystyle X}
と
{\displaystyle Y}
を局所ネータースキームとし、{\displaystyle f\colon X\to Y}
を射とする。
- x を X の点、y = f (x) とする。f が平坦であれば、dimx X = dimy Y + dimx f −1(y) が成り立つ[35]。逆に、すべての x に対してこの等式が成り立ち、X が コーエン・マコーレイ、Y が 正則、そして f が閉点を閉点に写すなら、f は平坦である[36]。

- f が忠実平坦ならば、Y の各閉部分集合 Z に対して codimY (Z) = codimX ( f −1(Z)) が成り立つ[37]。

- f が平坦、F を Y 上の準連接層とする。F の射影次元が n 以下なら、{\displaystyle f^{*}F} の射影次元も n 以下である[38]。

### 降下する性質
- X の点 x で f が平坦とする。X が x で被約または正規なら、Y も f (x) でそれぞれ被約または正規である[39]。逆に、f がさらに有限表示で f −1(y) が x で被約または正規なら、X も x でそれぞれ被約または正規である[40]。

- 特に、f が忠実平坦で X が被約または正規であれば、Y はそれぞれ被約または正規である。f が忠実平坦かつ有限表示であれば、f のすべてのファイバーが被約または正規であることは X がそれぞれ被約または正規であることを意味する。

- f が X の点 x で平坦とする。このとき、X が x で整または整閉であれば、Y も f (x) でそれぞれ整または整閉である[39]。

- f が忠実平坦とする。X が局所的に整で Y の基礎位相空間が局所ネーターならば、Y も局所的に整である[41]。

- f が忠実平坦かつ準コンパクトとする。X が局所ネーターなら、Y も局所ネーターである[42]。

- f が平坦かつ X と Y がともに局所ネーターとする。X が x で正則なら、Y も f (x) で正則である。逆に、Y が f (x) で正則で、f −1(f (x)) が x で正則なら、X も x で正則である[43]。

- f が平坦かつ X と Y がともに局所ネーターとする。X が x で正規なら、Y も f (x) で正規である。逆に、Y が f (x) で正規で、f −1(f (x)) が x で正規なら、X も x で正規である[44]。

g : Y ′ → Y を忠実平坦な射とする。F
を Y 上の準連接層とし、F ′ を
F の Y ′ への引き戻しとする。このとき、F が
Y 上平坦であることと
F ′ が
Y ′ 上平坦であることは同値である。
f が忠実平坦かつ準コンパクトとする。G を
Y 上の準連接層、
F をこの
X への引き戻しとする。このとき、F が有限型、有限表示、階数 n で局所自由となることと、G
が対応する性質を持つことは同値である。
f : X → Y を
S スキームの S 射とする。g : S ′ → S
を忠実平坦かつ準コンパクトな射とし、X ′,
Y ′,
f ′ を
g による基底変換とする。このとき、次に挙げる各性質 P に対して、f ′ が性質 P を持てば
f も性質 P を持つ。
- 開
- 閉
- 準コンパクトかつその像の上への同相写像
- 同相写像

さらに、次に挙げる各性質 P に対して、f
が性質 P を持つことと
f ′
が性質 P を持つことは同値である。
- 普遍的開
- 普遍的閉
- 普遍的同相写像（universal homeomorphism）
- 準コンパクト
- 準コンパクトかつ支配的
- 準コンパクトかつ普遍的共連続（universally bicontinuous）
- 分離的
- 準分離的
- 局所有限型
- 局所的に有限表示
- 有限型
- 有限表示
- 固有
- 同型
- 単射
- 開埋入
- 準コンパクトな埋入
- 閉埋入
- アフィン
- 準アフィン
- 有限
- 準有限
- 整

忠実平坦射で降下しない性質もある。例えば、「局所同型」という性質は、f ′ が局所同型写像であっても f が局所埋入ですらないということはあり得るので、降下しない。
f が準コンパクト、L を X 上の可逆層とする。このとき、L が
f 豊富または f 非常に豊富であることと、その引き戻し
L′
がそれぞれ f ′ 豊富またはf ′ 非常に豊富であることは同値である。しかし、「f が射影的であることと
f ′ が射影的であることは同値」という主張は成り立たない。また、「f
が固有かつ f ′ が射影的なら f は準射影的」という主張も成り立たない。これは、X
に降下しない X ′ 上の f ′ 豊富層が存在し得るからである。